# 仝梧
仝梧（？—？），字朝阳，號鳳巢，河南汝州郟縣人，明朝政治人物。

## 生平
萬曆十九年（1591年）辛卯科河南鄉試第七名舉人，二十三年（1595年）乙未科會試第二百六十九名，廷試三甲第一百九十八名進士。通政司觀政，二十四年十月授山西絳州垣曲縣知縣。三十二年考察調簡，本年補平原知縣，三十五年調直隸永平府撫寧縣知縣，三十六年升大理寺右評事，三十八年升户部浙江司主事，本年升陕西司员外郎，管臨清鈔关，三十九年升郎中，四十年四月升山西汾州府知府，四十一年拾遺，本年改湖广郧阳府知府，四十五年九月官至云南按察司副使，告病歸。

## 家族
曾祖仝澤，驿丞。祖父仝楚，山東诸城县学训导。父仝燦。母戴氏。具庆下。子廷献、廷策、廷試。
子仝廷舉，清順治五年河南乡试解元。孫仝於门，增生。曾孫仝軌，康熙四十四年河南鄉試解元。